# Сельское поселение «Дунаевское»
Се́льское поселе́ние «Дунаевское» — муниципальное образование в Сретенском районе Забайкальского края Российской Федерации.
Административный центр — село Дунаево.

## История
Статус и границы сельского поселения установлены Законом Читинской области от 19 мая 2004 года «Об установлении границ, наименований вновь образованных муниципальных образований и наделении их статусом сельского, городского поселения в Читинской области».

## Население
| 2010  | 2011  | 2012  | 2013  | 2014  | 2015  | 2016  |
| ----- | ----- | ----- | ----- | ----- | ----- | ----- |
| 1509  | ↘1500 | ↘1491 | ↘1467 | ↘1451 | ↘1433 | ↘1431 |
| 2017  | 2018  | 2019  | 2020  | 2021  |       |       |
| ↘1414 | ↗1416 | ↘1404 | ↗1409 | ↘1230 |       |       |

## Состав сельского поселения
| № | Населённый пункт | Тип населённого пункта       | Население |
| - | ---------------- | ---------------------------- | --------- |
| 1 | 3                | разъезд                      | ↘22       |
| 2 | Дунаево          | село, административный центр | ↘925      |
| 3 | Нижняя Куэнга    | село                         | ↘394      |
| 4 | Шеметово         | село                         | ↘35       |